# 일차보건의료
일차보건의료 (Primary Health Care)는 실용적이고 과학적으로 건전하며 사회적으로 수용 가능한 방법과 기술에 바탕을 둔 필수적 보건의료 서비스를 의미한다.

## 같이 보기
- 알마아타 선언
- 지역사회의학
- 공중보건
- 보편적 의료보장